# Orlando Bosch Ávila
Pour les articles homonymes, voir Bosch et Ávila (homonymie).
Orlando Bosch Ávila, né le 18 août 1926 et mort le 27 avril 2011, est un terroriste cubain anticommuniste, notamment accusé d'être impliqué dans l'attentat contre le vol Cubana 455 en 1976.

## Biographie
Hostile aux caractéristiques socialistes de la révolution cubaine conduite par Fidel Castro, Orlando Bosch s'exile aux États-Unis au début des années 1960. Il y est approché par la CIA qui prenait part à la constitution d'organisations anticastristes.
En 1968, il est condamné à 10 années d'emprisonnement pour avoir, en compagnie de plusieurs autres activistes, essayé d'attaquer un navire marchand polonais dans le port de Miami. Libéré après quatre ans, il part pour le Venezuela où il est détenu quelques semaines pour avoir tenté des attaques à la bombes contre les ambassades cubaine et panaméenne. Il se fait alors connaître de la presse nord-américaine à laquelle il donne des interviews.
Il rejoint le Chili en 1974, après la prise du pouvoir du général Pinochet, puis s'engage dans une série d'attentats en Amérique du Sud contre des ambassades cubaines ou des personnalités politiques anciennement proches de Salvador Allende. Il se trouve impliqué dans l'assassinat de l'ancien ministre chilien Orlando Letelier à Washington dans le cadre de l'opération Condor.
Son acte terroriste majeur réside dans l'attentat contre le vol 455 Cubana en 1976, en collaboration avec Luis Posada Carriles, qui tue 73 personnes.
Rentré illégalement aux États-Unis à la fin de la décennie 1980, il est inquiété par la justice mais gracié par George Bush père en 1990. Il finit ses jours à Miami où il décède en avril 2011.
Orlando Bosch Ávila a été suspecté de participation dans l'assassinat de John F. Kennedy. Bosch a toujours nié cette accusation prétendant être à Miami lors de l'attentat de Dallas.